# Maçã de Alcobaça
A Maçã de Alcobaça IGP é um produto de origem portuguesa com Indicação Geográfica Protegida pela União Europeia (UE) desde 21 de junho de 1996.
A área geográfica de produção da Maçã de Alcobaça é o litoral Oeste.

## Agrupamento gestor
O agrupamento gestor da indicação geográfica protegida "Maçã de Alcobaça" é a APMA - Associação de Produtores de Maçã de Alcobaça.